# العلاج بالتبريد

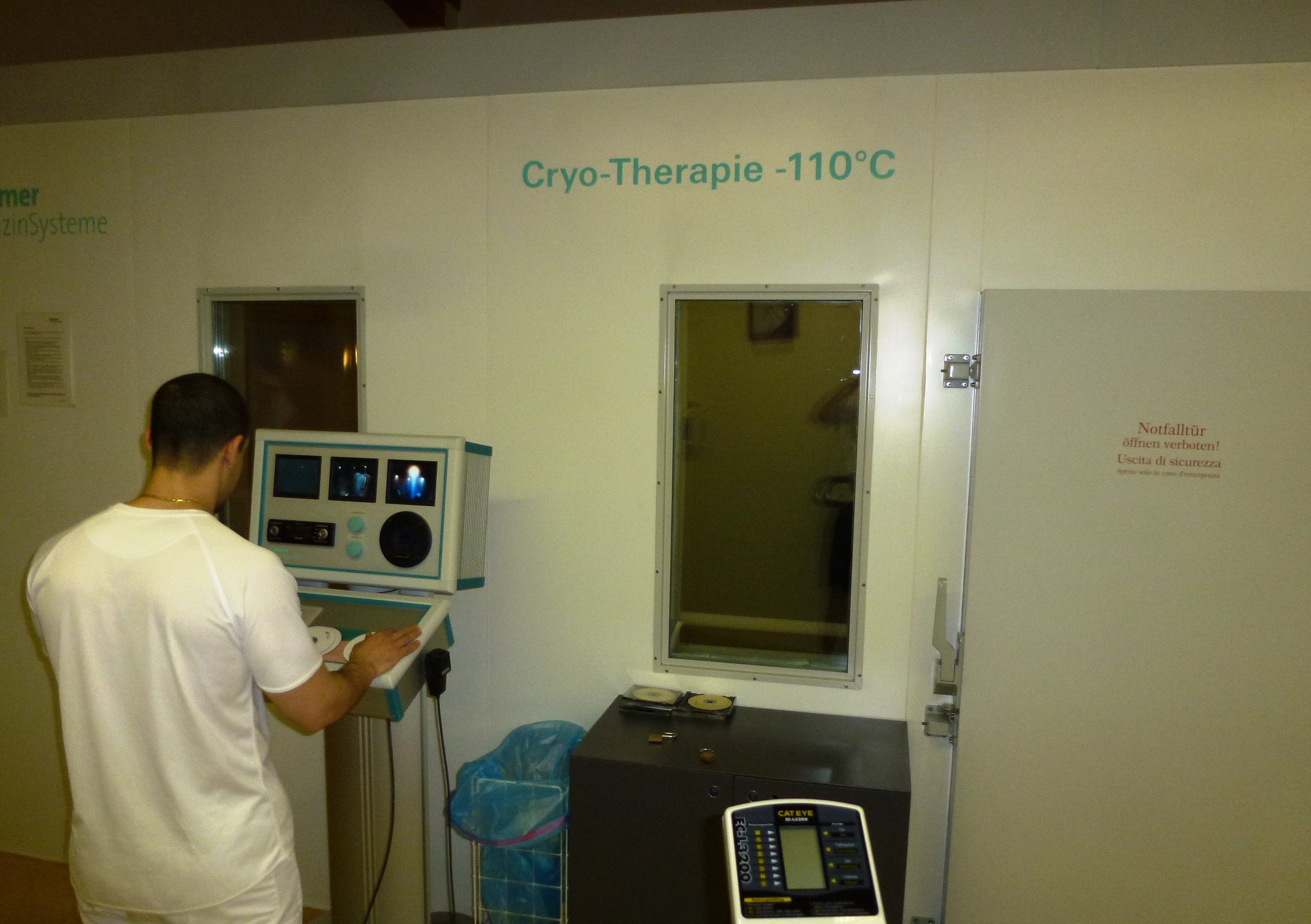
غرفة التبريد عند درجة 110°C تحت الصفر

الاستبراد أو المعالجة بالتبريد أو العلاج بالتبريد (بالإنجليزية: Cryotherapy)‏ هو علاج للجلد يستخدم فيه التبريد الذي بواسطته تتجمد إصابات الجلد السطحية. وعادة يستعمل في حالات التبريد النيتروجين السائل أو الكربون الثلجي أو ماكينات التبريد العديدة.

## أمراض تعالج بالتبريد

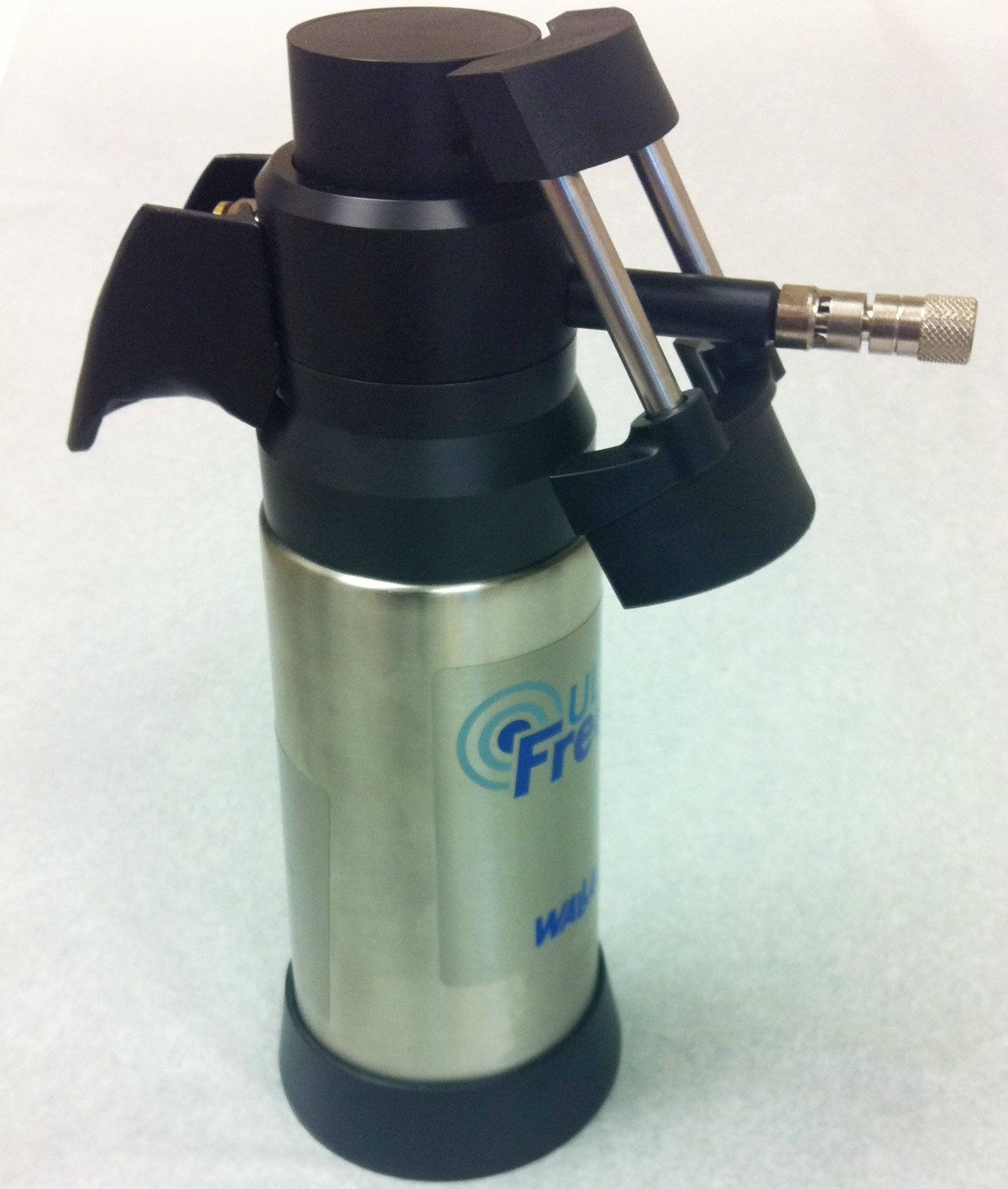
العلاج بالتبريد باستعمال البندقية الطبية

- فقاعة مسببة بتجميد شفة مصابة بالتلف الشمسي. أو ما يسمى بالقران الشمسي، وهو بقع قشرية تظهر على الأيدي والوجه بسبب التعرض لالشمس.
- سرطان الجلد: يعالج بالتبريد بالرش. حيث يقوم أخصائيو الأمراض الجلدية المتخصصون بتجميد سرطانات الجلد الصغيرة مثل السرطانات السطحية للخلايا القاعدية والخلايا الحرشفية.

## الأعراض الجانبية

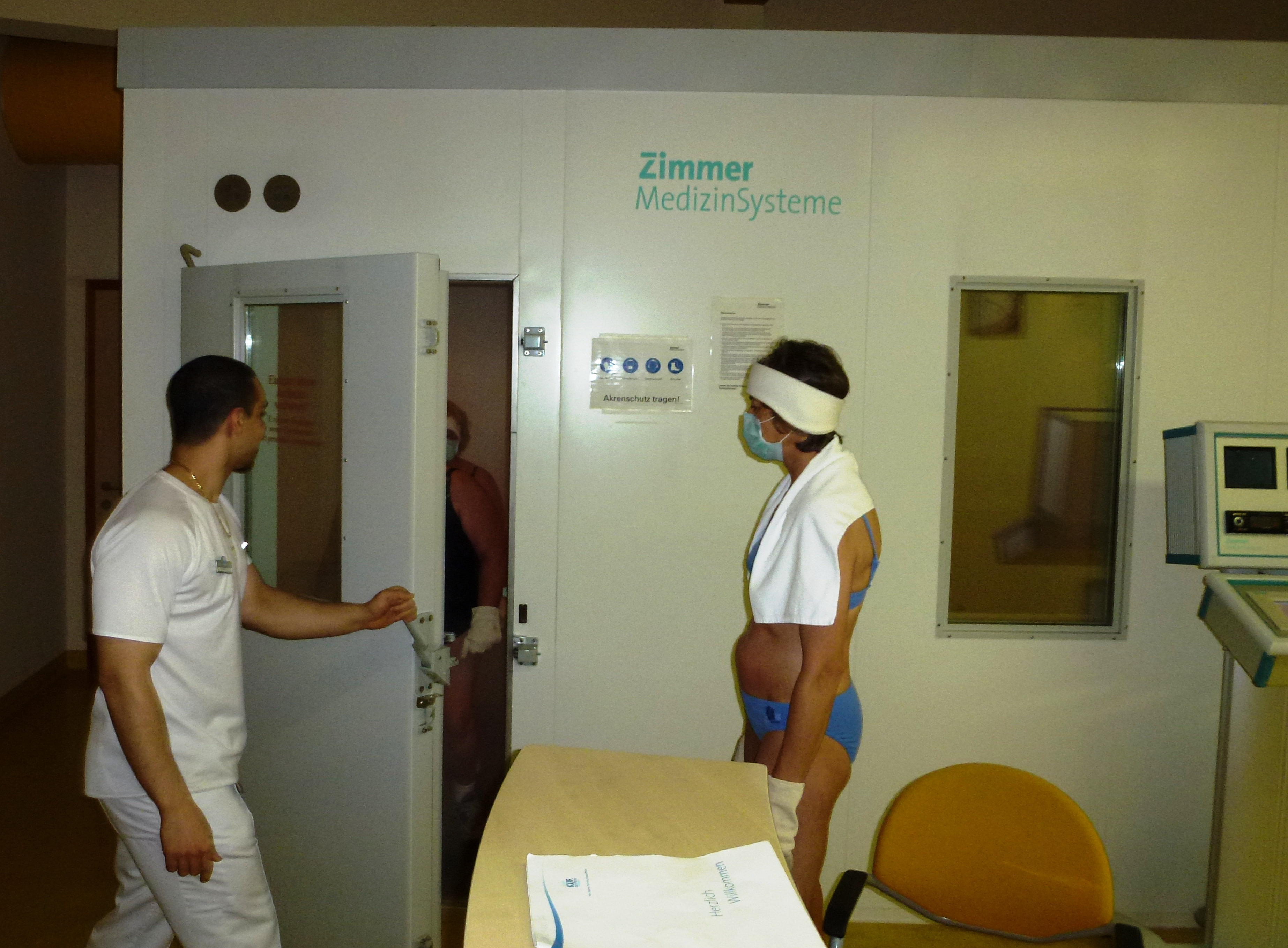
إعداد المريض للعلاج بالتبريد

يسبب العلاج بالتبريد إحساسا باللسع وقد يكون مؤلماً أثناء المعالجة وبعدها لمدة متباينة. قد يكون هناك تورم واحمرار. وقد تسبب المعالجة التي تكون قريبة من العين إنتفاخ الجفن.
وقد تتكون جلبة بعد التقشير، ولكن عندما تجف الفقاعة وتصير جلبة، يستعمل عليها الفازلين الملطف مع تجنب العبث بها. الجلبة تنسلخ بعد 5-10 أيام على الوجه و3 أسابيع على اليد. وقد تظل لمدة 3 أشهر على الساق.
العدوى الثانوية غير شائعة. وعندما تحدث قد تسبب تزايد الألم أو التورم أو التصريف الصديدى (القيح) والاحمرار حول المنطقة المعالجة. المضادات الحيوية الموضعية أو عن طريق الفم قد تكون ضرورية.
وقد ينجم عن العلاج بالتبريد علامة بيضاء أو ندبة، وخاصة عند التجميد العميق للأمراض السرطانية.
لا تنجح دائما عملية العلاج بالتبريد وقد تفشل الإصابات الجلدية في أن تنقشع أو قد تعاود في وقت لاحق، مما يستلزم معالجة إضافية بالتبريد، أو الجراحة أو علاج آخر.